# Xiaotang
Xiaotang (萧塘; Pinyin: Xiāotáng) is een station van de metro van Shanghai, gelegen in het district Fengxian. Het station werd geopend op 30 december 2018 en is onderdeel van de zuidelijk verlenging van de hoofdlijn van lijn 5.
Het station is gelegen aan de nederzetting Xiaotang langs Daye Highway en Huhang Highway. Het is een station met twee zijperrons langs beide zijden van de twee sporen. De perrontoegang bevindt zich op het hoogste niveau van het station, omdat dit gedeelte van het traject van lijn 5 op een viaduct aangelegd is. Onderliggend is de stationshal met betaalautomaten, toegankelijk met drie ingangen op straatniveau. 
Xinzhuang · Chunshen Road · Yindu Road · Zhuanqiao · Beiqiao · Jianchuan Road · Dongchuan Road · Jiangchuan Road · Xidu · Xiaotang · Fengpu Avenue · Huanchengdong Road · Wangyuan Road · Jinhai Lake · Fengxian Xincheng · zijtak: Dongchuan Road · Jinping Road · Huaning Road · Wenjing Road · Minhang Development Zone

Lijnen van de metro van Shanghai: 1 · 2 · 3 · 4 · 5 · 6 · 7 · 8 · 9 · 10 · 11 · 12 · 13 · 14 · 15 · 16 · 17 · 18 · Pujiang Line